# Lã Nghị
Lã Nghị (chữ Hán: 呂毅, ? – 1408), người huyện Hạng Thành , tướng lãnh nhà Minh, tử trận khi trấn áp nhà Hậu Trần tại Việt Nam.

## Cuộc đời và sự nghiệp
Lã Nghị ban đầu làm Tế Nam vệ bách hộ, trong biến cố Tĩnh Nan, theo Chu Đệ chiếm kinh thành, nhờ công dần làm đến Đô đốc thiêm sự. Nghị cùng người Đồng Quan là Hoàng Trung được sung làm Tả - Hữu phó tướng quân, giúp Chinh nam tướng quân Hàn Quan trấn thủ Quảng Tây.
Năm 1406, Nghị cùng Trung đem quân đưa Trần Thiêm Bình (tự xưng con cháu nhà Trần) về Việt Nam, đến Cần Trạm , Thiêm Bình bị quân nhà Hồ cướp mất. Đại Việt sử ký toàn thư chép rằng quân Minh bị chẹn đường về, phải nộp Thiên Bình mới được tha. Hạng Thành huyện chí chép đại ý rằng quân nhà Hồ nổi phục binh ở Cần Trạm chặn đường quân Minh, nhưng không tấn công ngay, mà lẻn vào giết chết Thiên Bình. Nghị, Trung lấy cớ ít quân, lại vào sâu nước địch, nên lui về (?).
Bọn Nghị bị kết tội phải chịu mất quan chức, Minh Thành Tổ tha cho, khởi dụng làm Ưng dương tướng quân, theo Trương Phụ đánh nhà Hồ, có công, được coi việc của Giao Chỉ đô tư .
Năm 1408, Nghị tử trận khi theo Mộc Thạnh đánh quân Hậu Trần ở sông Thanh Quyết.